# دانیل میسون استراوس
دانیل میسون استراوس (انگلیسی: Daniel Straus؛ زادهٔ ۲۷ ژوئیهٔ ۱۹۸۴) ورزشکار هنرهای رزمی ترکیبی اهل ایالات متحده آمریکا است.
از باشگاه‌هایی که در آن بازی کرده‌است می‌توان به امریکن تاپ تیم اشاره کرد.